# Villabon
Villabon é uma comuna francesa na região administrativa do Centro, no departamento Cher. Estende-se por uma área de 17,97 km². Em 2010 a comuna tinha 593 habitantes (densidade: 33 hab./km²).